# Felipe Alves
Felipe Alves (nacido el 18 de noviembre de 1990) es un futbolista brasileño que se desempeña como delantero.
Jugó para clubes como el Red Bull Brasil, Avaí, Matsumoto Yamaga FC, Santo André, Luverdense, Cuiabá, Manama Club, Juventus y Portuguesa.

## Trayectoria

### Clubes
| Club                | País   | Año         |
| ------------------- | ------ | ----------- |
| Red Bull Brasil     | Brasil | 2010        |
| Penapolense         | Brasil | 2011 - 2012 |
| Avaí                | Brasil | 2012 - 2014 |
| Penapolense         | Brasil | 2013        |
| Matsumoto Yamaga FC | Japón  | 2013        |
| Santo André         | Brasil | 2014        |
| Luverdense          | Brasil | 2014        |
| Cuiabá              | Brasil | 2015        |
| Manama Club         | Baréin | 2015 - 2016 |
| Juventus            | Brasil | 2016        |
| Portuguesa          | Brasil | 2016        |